# Them (gruppo musicale)
I Them sono stati un gruppo musicale rock britannico, attivo negli anni sessanta e conosciuto per essere stato la band con cui ha debuttato il cantante Van Morrison.

## Storia
Formatosi nell'aprile 1964 a Belfast, sono conosciuti per la loro hit Gloria, uno dei maggiori successi incisi in quell'anno ed inserito nell'album discografico The Angry Young Them, inciso in numerose cover da diversi gruppi musicali o cantanti, fra cui Patti Smith, Jimi Hendrix, i Doors (contenuta in Gloria/Love Me Two Times, del 1983), Ted Nugent, e gli italiani Ragazzi del Sole.

## Discografia

### Album in studio
- 1965 - The Angry Young Them
- 1965 - Them (o anche "Here Comes the Night")
- 1966 - Them Again
- 1967 - Them Belfast Gypsies
- 1968 - Now and Them
- 1968 - Time Out! Time in for Them
- 1969 - Them
- 1971 - Them in Reality
- 1974 - Backtrackin'
- 1979 - Shut Your Mouth

### Raccolte
- 1970 - The World of Them
- 1972 - Them featuring Van Morrison
- 1976 - Rock Roots
- 1977 - The Story of Them
- 1985 - Them (con Van Morrison)
- 1986 - The Collection
- 1997 - The Story of Them Featuring Van Morrison
- 2013 - Now - And "Them"
- 2005 - Gold
- 2016 - The "Angry" Young Them!

### Singoli
- 1964 - Don't Start Crying Now/One Two Brown Eyes
- 1965 - Baby, Please Don't Go/Gloria
- 1965 - Here Comes the Night/All for Myself
- 1965 - One More Time/How Long Baby
- 1965 - Half as Much/Gonna Dress in Black
- 1965 - Mystic Eyes/If You and I Could Be as Two
- 1966 - Call My Name/Bring 'Em on In
- 1966 - It's All Over Now, Baby Blue/I'm Gonna Dress in Black
- 1966 - Richard Cory/Don't You Know
- 1966 - I Can Only Give You Everything/Don't Start Crying Now
- 1967 - Dirty Old Man (at the Age of Sixteen)/Square Room
- 1967 - Friday's Child/Gloria
- 1967 - The Story Of Them, Part 1/The Story Of Them, Part 2
- 1967 - Walking in the Queens Garden/I Happen to Love You
- 1968 - But It's Alright/Square Room
- 1969 - We've All Agreed to Help/Waltz of the Flies
- 1969 - Dark Are the Shadows/Corinna
- 1969 - Lonely Weekends/I Am Waiting
- 1970 - Nobody Cares/Memphis Lady

### EP
- 1965 - Them
- 1984 - Them

## Formazione

### Storica
- Van Morrison - voce
- Eric Wrixon - chitarra
- Billy Harrison - chitarra
- Alan Henderson - basso
- Ronnie Milling - batteria

### Altri ex membri
- Jackie McAuley
- Peter Bardens
- Joe Baldi
- Terry Noon
- Jim Armstrong
- John Wilson
- Dave Harvey
- Steve Reush
- Sammy Stitt
- Eric Bell